# Ludwigshafen (Bodensee)
Ludwigshafen (Bodensee) – stacja kolejowa w Ludwigshafen (gmina Bodman-Ludwigshafen), w kraju związkowym Badenia-Wirtembergia, w Niemczech. Stacja zlokalizowana jest przy Bahnhofstraße, nad Jeziorem Bodeńskim.
| Ludwigshafen (Bodensee)                            |  |                            |
| Linia Bodenseegürtel                               |  |                            |
| Radolfzell am Bodensee-Stahringenodległość: 8,4 km |  | Sipplingen odległość: 4 km |